# Las Bregencki

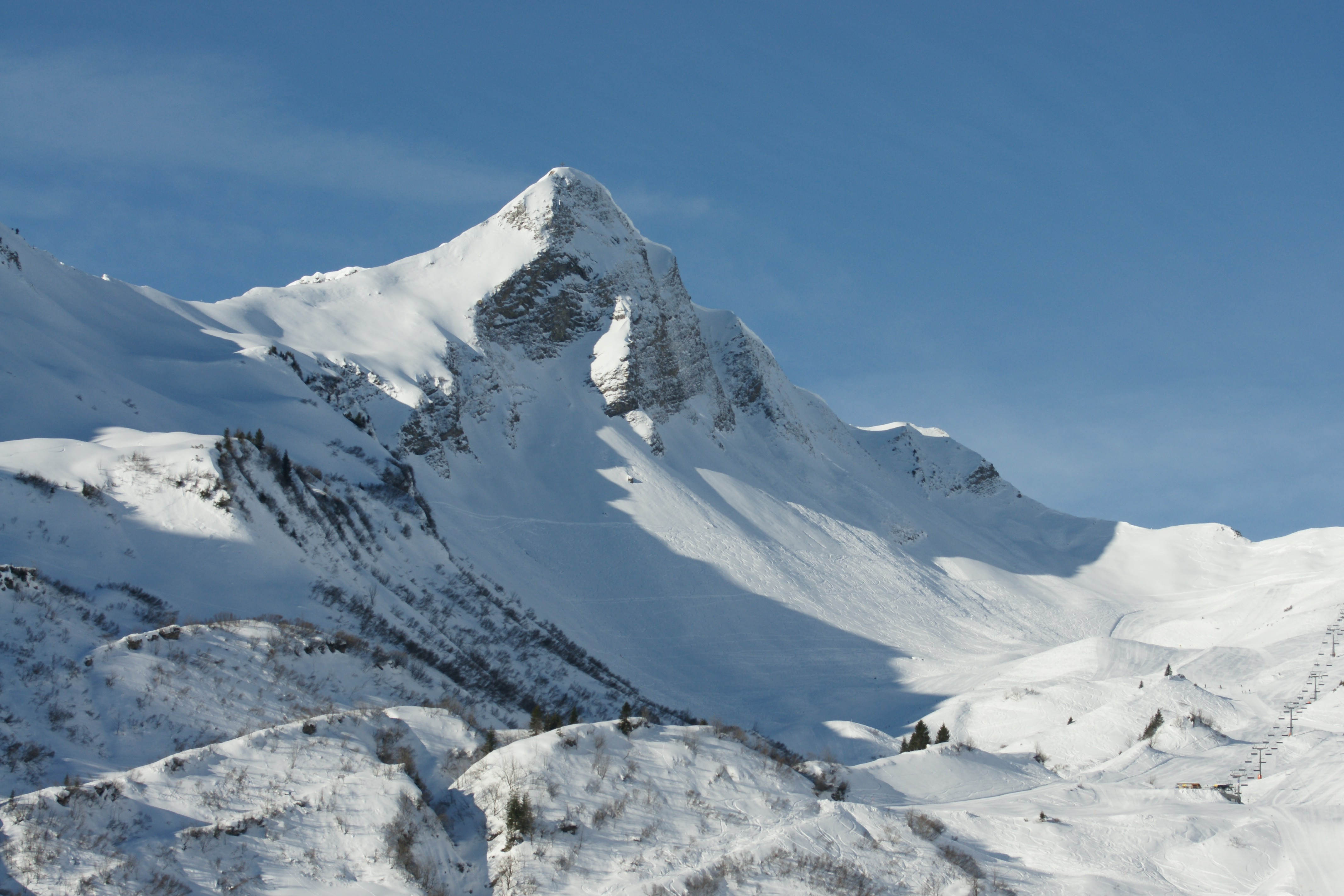
Glatthorn

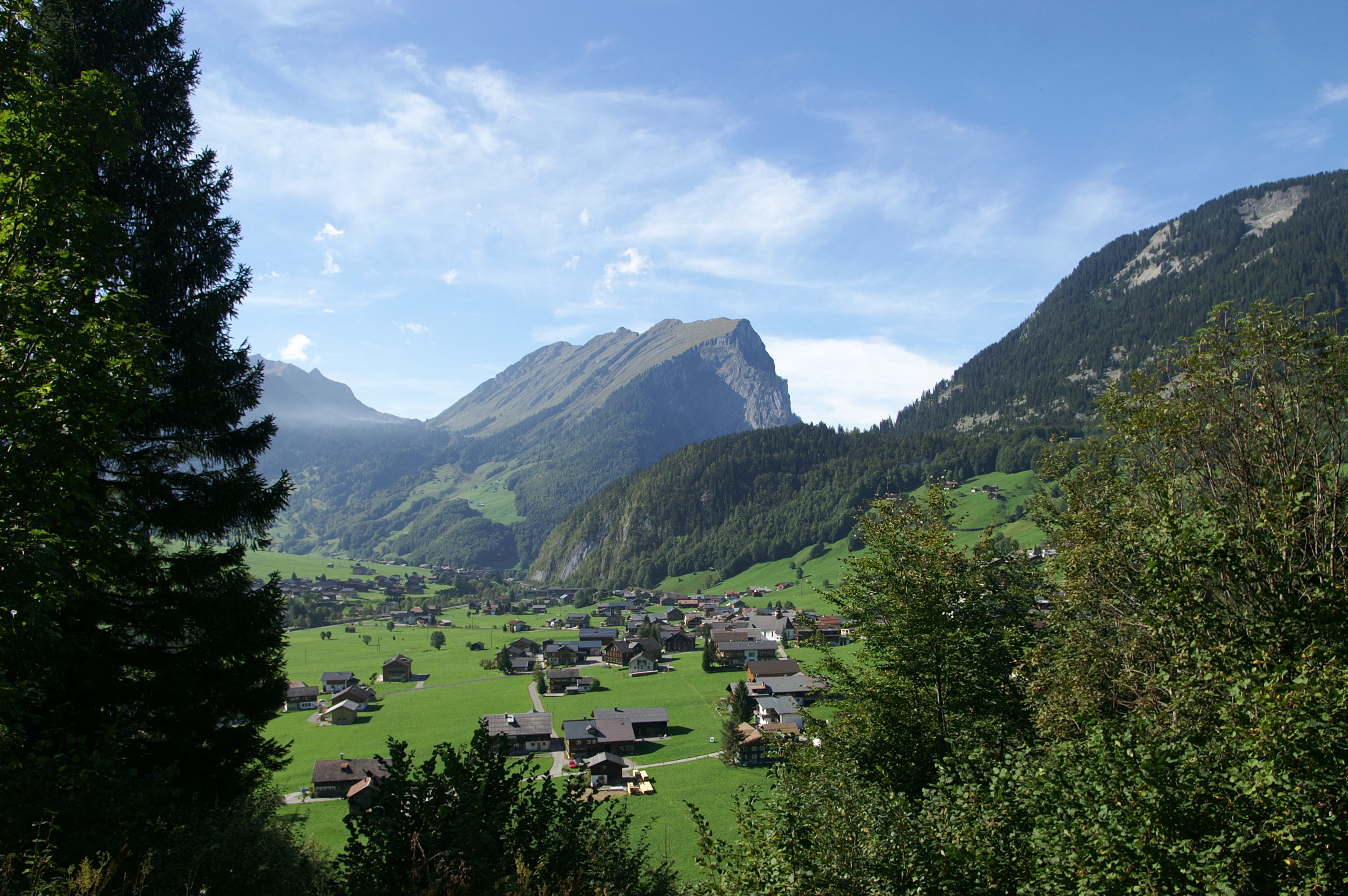
Kanisfluh

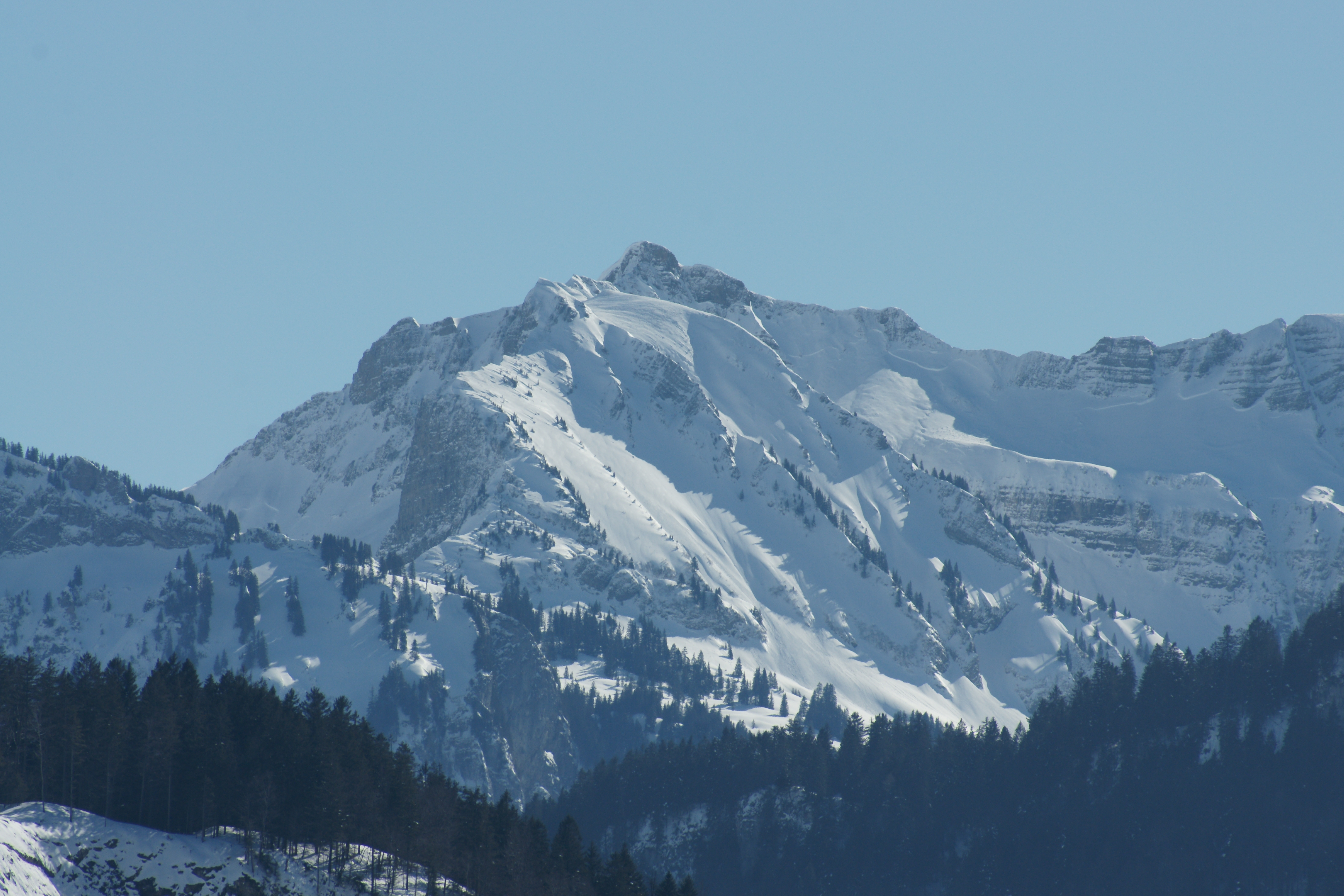
Klipperen

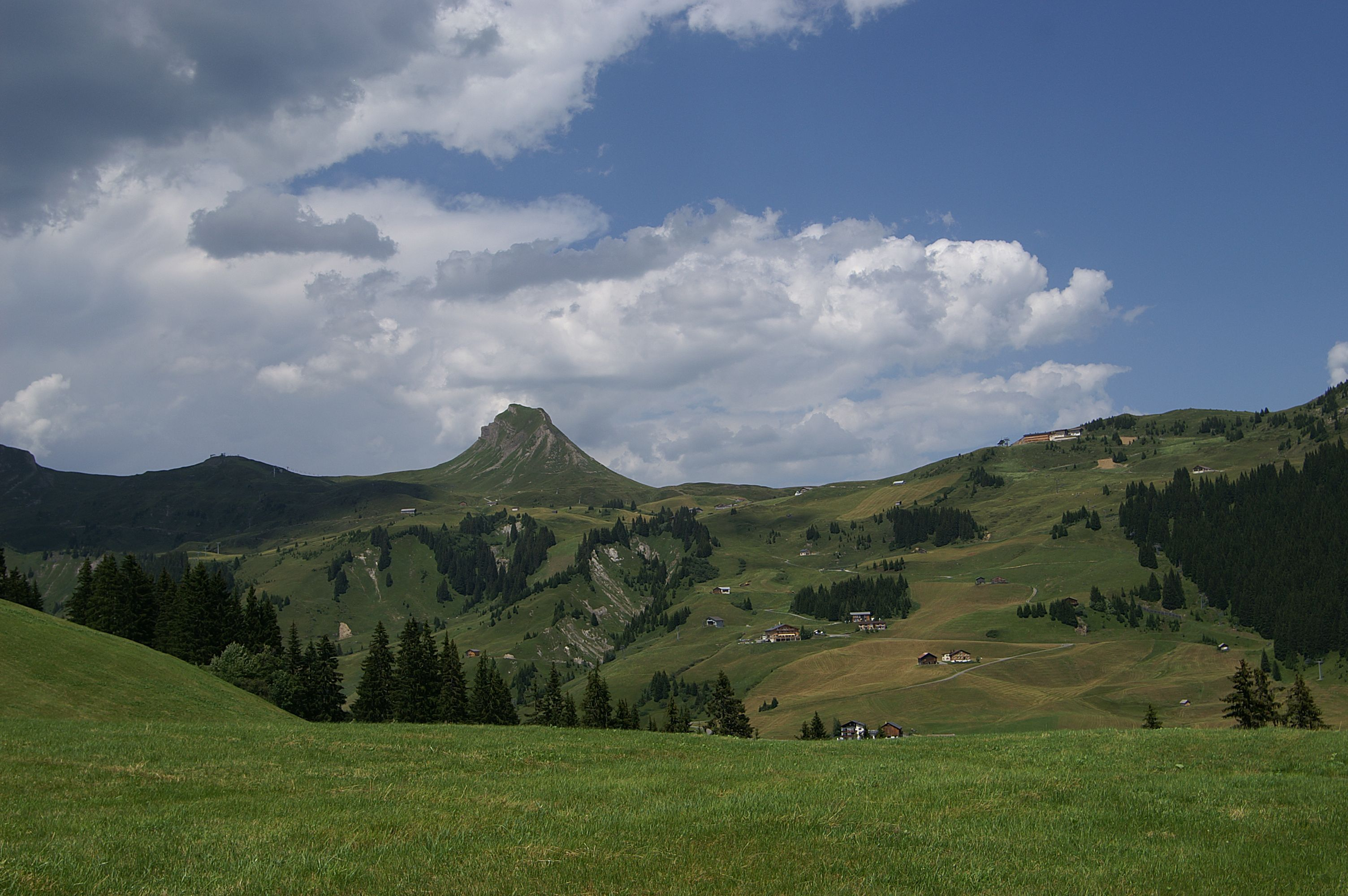
Damülser Mittagsspitze

Las Bregencki (niem. Bregenzer Wald) – pasmo górskie, część Północnych Alp Wapiennych, zaliczane czasami do Alp Algawskich. Leży w Austrii, w kraju związkowym Vorarlberg oraz częściowo w Niemczech w regionie Allgäu. Największym miastem na obszarze gór jest Oberstdorf w południowych Niemczech. Najwyższym szczytem pasma jest Glatthorn osiągający wysokość 2134 m.
Las Bregencki graniczy z: rzeką Ren na zachodzie, Alpami Algawskimi na wschodzie, Lechquellengebirge na południowym wschodzie oraz z pasmem Rätikon na południowym zachodzie.
Podgrupy pasma:
- Mittagfluh i Bizauer Hirschberg,
- Hinteregger Grat i Winterstaudenkamm,
- Schneiderkopf i Lorenaberge,
- Hochälpelekopf i Weißenfluh,
- Dornbirner First,
- Schuttannen und Ebniter Berge,
- Kugelkamm i Hörnlegrat,
- Freschengruppe i Matonagrat,
- Walserkamm i Falbengrat,
- Damülser Berge i Kanisfluh,
- Glatthorngruppe am Faschinajoch .

Najwyższe szczyty:
- Glatthorn (2134 m),
- Damülser Mittagsspitze (2095 m),
- Diedamskopf (2090 m),
- Türtschhorn (2069 m),
- Hochblanken (2068 m),
- Klipperen (2066 m),
- Sünser Spitze (2062 m),
- Gungern (2053 m),
- Ragazer Blanken (2051 m),
- Kanisfluh (2044 m),
- Hübscher Bühel (2032 m),
- Hohes Licht (2009 m),
- Hoher Freschen (2004 m).

Schroniska:
- Freschenhaus - 1846 m,
- Hochälpelehütte - 1460 m,
- Lustenauer Hütte - 1250 m.